# Список об'єктів, названих на честь Альфреда Тарського
Наступне було названо на честь Альфреда Тарського (пол. Alfred Tarski; 1901—1983) — польського і американського математика і логіка:
- Алгоритм Тарського
- Алгоритм Тарського-Куратовського[en]
- Монстр Тарського
- Парадокс Банаха — Тарського
- Теорема Кнастера — Тарського
- Теорема Тарського про невираженність[en]
- Теорема Зайденберга — Тарського[en]
- Теорія правди Тарського
- 13672 Тарскі — астероїд головного поясу